# Saint-Laurent-de-Cerdans
Saint-Laurent-de-Cerdans (katalanska: Sant Llorenç de Cerdans) är en kommun i departementet Pyrénées-Orientales i regionen Occitanien i södra Frankrike. Kommunen ligger i kantonen Prats-de-Mollo-la-Preste som tillhör arrondissementet Céret. År 2022 hade Saint-Laurent-de-Cerdans 1 020 invånare.

## Befolkningsutveckling
Antalet invånare i kommunen Saint-Laurent-de-Cerdans
| Referens: INSEE |